# 謝石秋
謝石秋（1879年12月23日—1922年1月1日），譜名瑞琳，一名維巖，字璆我，號籟軒，別號石秋，以號行，臺灣府臺灣縣（今臺灣臺南市）人，臺灣日治時期詩人。

## 生平
謝石秋生於光緒五年十一月十一日（1879年12月23日），父謝四圍為富商，居於臺灣府治頂南河街（今臺南市中西區和平街）:358，長兄謝友我為臺南府生員，二兄謝群我則是武生員。光緒十七年（1891年）進入臺南府學就讀，成為生員:358，1891年與蔡國琳、胡殿鵬、趙鍾麒、許南英等人組織浪吟詩社，1897年和連橫重振浪吟詩社。1906年應其之邀:358，一同前往《臺南新報》漢文部擔任記者，後升為主筆，同年有感於浪吟詩社逐漸沉寂，乃於1906年和與蔡國琳、連橫、趙鍾麒、胡殿鵬等創立南社。據連橫〈臺灣詩社記〉所述，「籟軒」為謝石秋讀書之處，亦是南社詩人聚會之所，故謝石秋以「籟軒」為號:359。
1914年赴中華民國遊覽，1918年以「臺灣在異族統治下，無由展其所懷」為由，辭去報社工作，前往日本，在神戶經商，創辦「凱南公司」。1919年4月全家搬遷至日本，定居東京，1922年1月1日（大正十年十二月初四日）死於神戶:359。

## 詩作
其詩「和平蘊藉，不矜才俠氣而具見真性情」，寫作主題多為思念故國及對生命之感嘆，亦擅長以「宮體詩」之手法描寫女子體態神貌。謝石秋之詩作原有近千首，但大部分詩作均已散失，1965年其子謝國城蒐集遺作，刊印成《謝籟軒詩集》，僅有38首完整作品；其後1970年盧嘉興撰寫〈清末遺儒台南謝氏昆仲文武秀才〉一文，收錄另外18首「集外詩」，總共未滿60首。

## 家庭
子謝國城曾任立法委員，為臺灣棒球運動推廣者:359-360，另有長女謝吻:80、次女謝禮蘭、三女謝汀蘭:360。